# Else Jacobsen
Else Agnes Ella Jacobsen (31 de maio de 1911 - 3 de abril de 1965) foi uma nadadora olímpica dinamarquesa. Competiu nas Olimpíadas de 1928 e 1932, conquistando uma medalha de bronze nesta última, nadando nos 200 metros peito.